# Elkier
Elkier (dänisch: Ellekær, tlw. auch Elkær) ist ein Ortsteil der Gemeinde Steinbergkirche im schleswig-holsteinischen Kreis Schleswig-Flensburg.

## Geographie

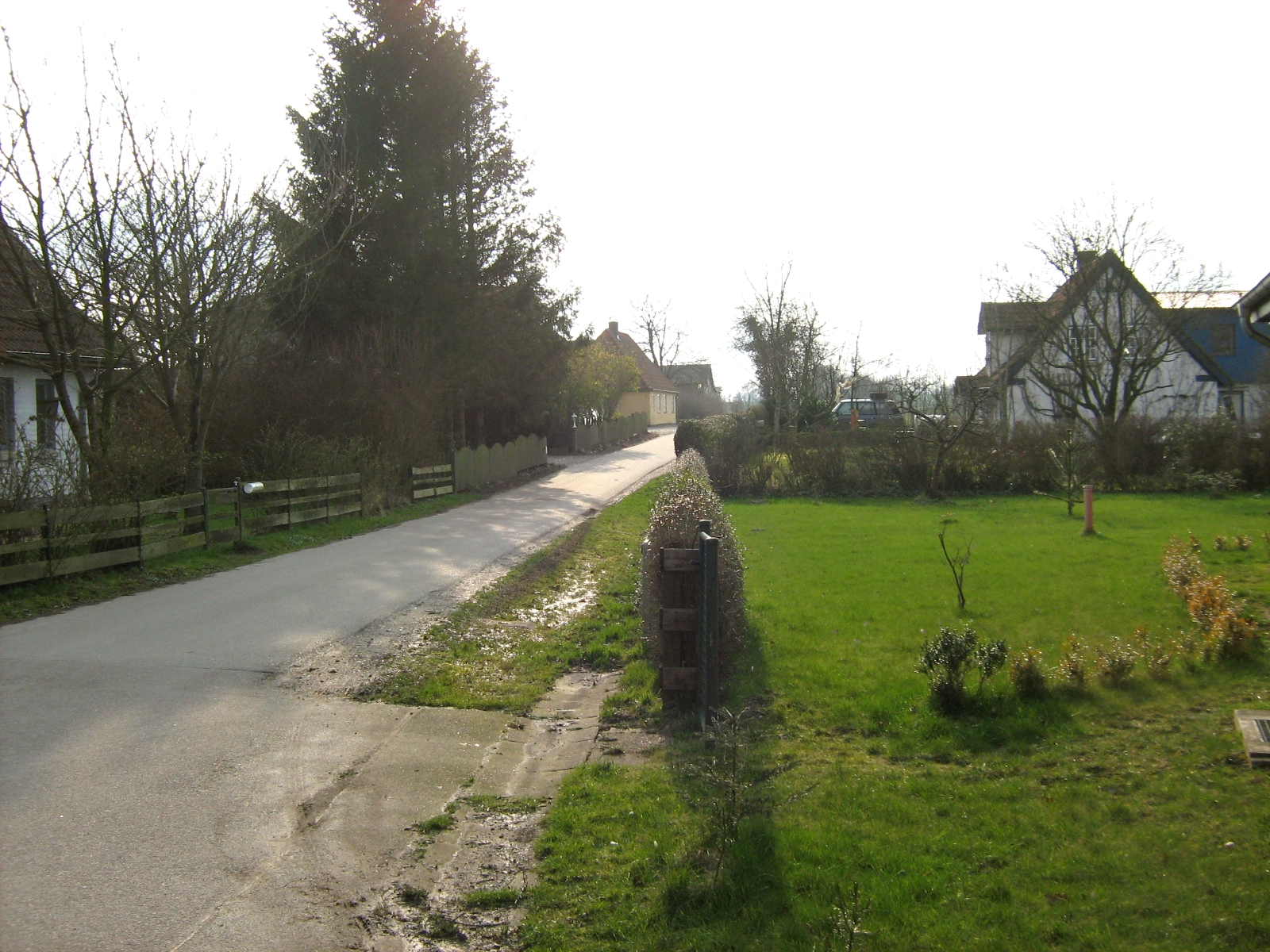
Häuser in Elkier

Elkier liegt direkt zwischen den Orten Groß-Quern und dem namensgebenden Hauptort der Gemeinde Steinbergkirche. 15 Kilometer in nordwestlicher Richtung liegt Stadtgrenze von Flensburg. 5 Kilometer östlich von Elkier entfernt befindet sich die Ostseeküste.

## Geschichte
Der Ortsname ist erstmals 1661 schriftlich dokumentiert. Er geht auf die dänischen Wörter für Erle (elle, vgl. altnord. elri, ǫlr) und für Kratt, Bruchland, Gestrüpp (kær, vgl. altnord. kjarr, kjǫrr) zurück und bedeutet entsprechend “Bruchland, wo Erlen sind”. Er hat Homonyme in England : Ellerker (North Reading of Yorkshire, Alrecher 11. J., Alekirr in 1139) und in Frankreich : Orcher (Normandie, Aurichier 12. J.).
Elkier gehörte bis zum Deutsch-Dänischen Krieg 1864 zum Kirchspiel Quern (Kværn Sogn) in der Nieharde im Flensburg Amt im Hzgt. Schleswig. Später gehörte der Ort entsprechend jahrzehntelang zur Gemeinde Quern, die am 1. März 2013 in der Gemeinde Steinbergkirche aufgegangen ist.